# Mistrzostwa Świata w Piłce Nożnej 2014 (eliminacje strefy UEFA)/Grupa 5
W Grupie 5 eliminacji do MŚ 2014 brały udział następujące zespoły:
- Norwegia
- Słowenia
- Szwajcaria
- Albania
- Cypr
- Islandia

## Tabela
| Lp. | Drużyna    | M  | Mecze | Mecze | Mecze | Bramki | Bramki | Bramki | Pkt |
| Lp. | Drużyna    | M  | W     | R     | P     | +      | −      | +/−    | Pkt |
| --- | ---------- | -- | ----- | ----- | ----- | ------ | ------ | ------ | --- |
| 1.  | Szwajcaria | 10 | 7     | 3     | 0     | 17     | 6      | +11    | 24  |
| 2.  | Islandia   | 10 | 5     | 2     | 3     | 17     | 15     | +2     | 17  |
| 3.  | Słowenia   | 10 | 5     | 0     | 5     | 14     | 11     | +3     | 15  |
| 4.  | Norwegia   | 10 | 3     | 3     | 4     | 10     | 13     | −3     | 12  |
| 5.  | Albania    | 10 | 3     | 2     | 5     | 9      | 11     | −2     | 11  |
| 6.  | Cypr       | 10 | 1     | 2     | 7     | 4      | 15     | −11    | 5   |

|            | Norwegia | Słowenia | Szwajcaria | Albania | Cypr | Islandia |
| ---------- | -------- | -------- | ---------- | ------- | ---- | -------- |
| Norwegia   | X        | 2:1      | 0:2        | 0:1     | 2:0  | 1:1      |
| Słowenia   | 3:0      | X        | 0:2        | 1:0     | 2:1  | 1:2      |
| Szwajcaria | 1:1      | 1:0      | X          | 2:0     | 1:0  | 4:4      |
| Albania    | 1:1      | 1:0      | 1:2        | X       | 3:1  | 1:2      |
| Cypr       | 1:3      | 0:2      | 0:0        | 0:0     | X    | 1:0      |
| Islandia   | 2:0      | 2:4      | 0:2        | 2:1     | 2:0  | X        |

## Wyniki
Czas: CET
| 7 września 2012 20:45 | Islandia · Árnason 21' · Finnbogason 80' | 2:0(1:0)Raport | Norwegia | Laugardalsvöllur, Reykjavík Widzów: 8 352 Sędzia: Antony Gautier |
|                       |                                          |                |          |                                                                  |

| 7 września 2012 20:30 | Albania · Sadiku 35' · Çani 84' · Bogdani 87' | 3:1(1:1)Raport | Cypr · 45+2' Laban | Stadiumi Qemal Stafa, Tirana Widzów: 9 400 Sędzia: Artiom Kuchin |
|                       |                                               |                |                    |                                                                  |

| 7 września 2012 20:30 | Słowenia | 0:2(0:1)Raport | Szwajcaria · 20' Xhaka · 50' İnler | Stadion Stožice, Lublana Widzów: 13 213 Sędzia: Paolo Tagliavento |
|                       |          |                |                                    |                                                                   |

| 11 września 2012 19:00 | Cypr · Makridis 57' | 1:0(0:0)Raport | Islandia | Stadion Andonisa Papadopulosa, Larnaka Widzów: 1 600 Sędzia: Sébastien Delferiere |
|                        |                     |                |          |                                                                                   |

| 11 września 2012 20:30 | Szwajcaria · Shaqiri 23' · İnler 68' (k) | 2:0(1:0)Raport | Albania | Swissporarena, Lucerna Widzów: 16 500 Sędzia: Ovidiu Alan Haţegan |
|                        |                                          |                |         |                                                                   |

| 11 września 2012 20:00 | Norwegia · Henriksen 26' · Riise 90+4' | 2:1(1:1)Raport | Słowenia · 16' Šuler | Ullevaal Stadion, Oslo Widzów: 11 168 Sędzia: Firat Aydınus |
|                        |                                        |                |                      |                                                             |

| 12 października 2012 20:30 | Szwajcaria · Gavranović 79' | 1:1(0:0)Raport | Norwegia · 81' Hangeland | Stade de Suisse, Berno Widzów: 30 712 Sędzia: David Fernández Borbalán |
|                            |                             |                |                          |                                                                        |

| 12 października 2012 19:00 | Albania · Çani 28' | 1:2(1:1)Raport | Islandia · 19' Bjarnason · 81' G. Sigurðsson | Stadiumi Qemal Stafa, Tirana Widzów: 8 200 Sędzia: Tony Asumaa |
|                            |                    |                |                                              |                                                                |

| 12 października 2012 20:45 | Słowenia · Matavž 38', 61' | 2:1(1:0)Raport | Cypr · 83' Aloneftis | Ljudski vrt, Maribor Widzów: 7 988 Sędzia: Ivan Kružliak |
|                            |                            |                |                      |                                                          |

| 16 października 2012 20:00 | Cypr · Aloneftis 42' | 1:3(1:1)Raport | Norwegia · 44' Hangeland · 81' (k) Elyounoussi · 83' King | Stadion Andonisa Papadopulosa, Larnaka Widzów: 2 493 Sędzia: Paweł Gil |
|                            |                      |                |                                                           |                                                                        |

| 16 października 2012 18:30 | Islandia | 0:2(0:0)Raport | Szwajcaria · 66' Barnetta · 79' Gavranović | Laugardalsvöllur, Rejkiawik Widzów: 8 369 Sędzia: Alan Kelly |
|                            |          |                |                                            |                                                              |

| 16 października 2012 20:45 | Albania · Roshi 36' | 1:0(1:0)Raport | Słowenia | Stadiumi Qemal Stafa, Tirana Widzów: 9 000 Sędzia: Martin Hansson |
|                            |                     |                |          |                                                                   |

| 22 marca 2013 18:00 | Słowenia · Novakovič 34' | 1:2(1:0)Raport | Islandia · 55', 78' Sigurðsson | Stadion Stožice, Lublana Widzów: 5 500 Sędzia: Stavros Tritsonis |
|                     |                          |                |                                |                                                                  |

| 22 marca 2013 16:30 | Cypr | 0:0(0:0)Raport | Szwajcaria | Stadion GSP, Nikozja Widzów: 3 572 Sędzia: Manuel Gräfe |
|                     |      |                |            |                                                         |

| 22 marca 2013 18:00 | Norwegia | 0:1(0:0)Raport | Albania · 67' Salihi | Ullevaal Stadion, Oslo Widzów: 11 207 Sędzia: Kevin Blom |
|                     |          |                |                      |                                                          |

| 7 czerwca 2013 20:30 | Albania · Rama 41' | 1:1(1:0)Raport | Norwegia · 87' Høgli | Stadiumi Qemal Stafa, Tirana Widzów: 15 600 Sędzia: Willie Collum |
|                      |                    |                |                      |                                                                   |

| 7 czerwca 2013 21:00 | Islandia · Bjarnason 22' · Finnbogason 26' | 2:4(2:2)Raport | Słowenia · 11' Kirm · 31' Birsa · 61' Cesar · 85' Krhin | Laugardalsvöllur, Rejkiawik Widzów: 9 202 Sędzia: Felix Zwayer |
|                      |                                            |                |                                                         |                                                                |

| 8 czerwca 2013 17:30 | Szwajcaria · Seferović 90' | 1:0(0:0)Raport | Cypr | Stade de Genève, Genewa Widzów: 16 900 Sędzia: Paolo Silvio Mazzoleni |
|                      |                            |                |      |                                                                       |

| 6 września 2013 20:30 | Szwajcaria · Lichtsteiner 15', 30' · Schär 27' · Dzemaili 54' (k) | 4:4(3:1)Raport | Islandia · 3', 68', 90+1' Guðmundsson · 56' Sigthórsson | Stade de Suisse, Berno Widzów: 26 000 Sędzia: Sergej Karasev |
|                       |                                                                   |                |                                                         |                                                              |

| 6 września 2013 19:00 | Norwegia · Elyounoussi 43' · King 66' | 2:0(1:0)Raport | Cypr | Ullevaal Stadion, Oslo Widzów: 11 295 Sędzia: Kenn Hansen |
|                       |                                       |                |      |                                                           |

| 6 września 2013 20:30 | Słowenia · Kampl 19' | 1:0(1:0)Raport | Albania | Stadion Stožice, Lublana Widzów: 13 843 Sędzia: Istvan Vad |
|                       |                      |                |         |                                                            |

| 10 września 2013 21:00 | Islandia · Bjarnason 14' · Sigthórsson 47' | 2:1(1:1)Raport | Albania · 9' Valdet Rama | Laugardalsvöllur, Reykjavík Widzów: 9 768 Sędzia: Martin Atkinson |
|                        |                                            |                |                          |                                                                   |

| 10 września 2013 20:00 | Norwegia | 0:2(0:1)Raport | Szwajcaria · 12', 51' Schär | Ullevaal Stadion, Oslo Widzów: 16 631 Sędzia: Howard Webb |
|                        |          |                |                             |                                                           |

| 10 września 2013 20:30 | Cypr | 0:2(0:1)Raport | Słowenia · 12' Novakovič · 80' Iličić | Stadion GSP, Nikozja Widzów: 714 Sędzia: Ruddy Buquet |
|                        |      |                |                                       |                                                       |

| 11 października 2013 20:45 | Słowenia · Novakovič 13', 15', 49' | 3:0(1:0) | Norwegia | Ljudski vrt, Maribor Sędzia: Carlos Velasco Carballo |
|                            |                                    |          |          |                                                      |

| 11 października 2013 20:45 | Islandia · Sigþórsson 60' · Sigurðsson 76' | 2:0(0:0) | Cypr | Laugardalsvöllur, Reykjavík Sędzia: István Vad |
|                            |                                            |          |      |                                                |

| 11 października 2013 20:30 | Albania · Salihi 88' (k) | 1:2(0:0) | Szwajcaria · 47' Shaqiri · 77' Lang | Stadiumi Qemal Stafa, Tirana Sędzia: Pedro Proença |
|                            |                          |          |                                     |                                                    |

| 15 października 2013 20:00 | Norwegia · Braaten 30' | 1:1(1:1) | Islandia · 12' | Ullevaal Stadion, Oslo Sędzia: Paolo Tagliavento |
|                            |                        |          |                |                                                  |

| 15 października 2013 19:00 | Cypr | 0:0(0:0) | Albania | Stadion GSP, Nikozja Sędzia: Ivan Bebek |
|                            |      |          |         |                                         |

| 15 października 2013 20:00 | Szwajcaria · Xhaka 74' | 1:0(0:0) | Słowenia | Stade de Suisse, Berno Sędzia: Björn Kuipers |
|                            |                        |          |          |                                              |

## Strzelcy

### 5 goli
- Milivoje Novakovič

### 4 gole
- Gylfi Sigurðsson

### 3 gole
- Birkir Bjarnason
- Jóhann Berg Guðmundsson
- Kolbeinn Sigþórsson
- Fabian Schär

### 2 gole
- Edgar Çani
- Valdet Rama
- Hamdi Salihi
- Efstatios Aloneftis
- Alfreð Finnbogason
- Tarik Elyounoussi
- Brede Hangeland
- Joshua King
- Tim Matavž
- Mario Gavranović
- Gökhan İnler
- Stephan Lichtsteiner
- Xherdan Shaqiri

### 1 gol
- Erjon Bogdani
- Odise Roshi
- Armando Sadiku
- Vincent Laban
- Konstandinos Makridis
- Kári Árnason
- Markus Henriksen
- Tom Høgli
- John Arne Riise
- Valter Birsa
- Boštjan Cesar
- Josip Iličić
- Kevin Kampl
- Andraž Kirm
- Rene Krhin
- Marko Šuler
- Tranquillo Barnetta
- Blerim Džemaili
- Michael Lang
- Haris Seferović
- Granit Xhaka